# Comté de Houston (Alabama)
Pour les articles homonymes, voir Comté de Houston.
Le comté de Houston est un comté des États-Unis, situé dans l'État de l'Alabama.

## Géographie

### Comtés limitrophes
| Comté de Dale             | Comté de Henry             | Comté d'Early (Géorgie)     |
| Comté de Geneva           | Comté de Houston           | Comté d'Early (Géorgie)     |
| Comté de Holmes (Floride) | Comté de Jackson (Floride) | Comté de Seminole (Géorgie) |

## Démographie
| 1910   | 1920   | 1930   | 1940   | 1950   | 1960   |
| ------ | ------ | ------ | ------ | ------ | ------ |
| 32 414 | 37 334 | 45 935 | 45 665 | 46 522 | 50 718 |

| 1970   | 1980   | 1990   | 2000   | 2010    | - |
| ------ | ------ | ------ | ------ | ------- | - |
| 56 574 | 74 632 | 81 331 | 88 787 | 101 547 | - |